# Mount Tuatara
Mount Tuatara är ett berg i Antarktis. Det ligger i Östantarktis. Australien gör anspråk på området. Toppen på Mount Tuatara är 1 640 meter över havet, eller 283 meter över den omgivande terrängen. Bredden vid basen är 2,4 km.
Terrängen runt Mount Tuatara är kuperad söderut, men norrut är den bergig. Trakten är obefolkad. Det finns inga samhällen i närheten.